# Сон Иакова
«Сон Иакова» — картина Хосе де Риберы, караваджиста эпохи барокко, написанная в 1639 году.
Картина изображает сцену из Книги Бытия с описанием сна, приснившегося Иакову во время его пути из Вирсавии в Харран (Быт. 28:12-12). Иаков представлен в образе пастуха, спящего у дерева на камне, подложив под щеку левую ладонь. На заднем плане изображена снящаяся ему лестница в виде потока света, по которой поднимаются и спускаются ангелы. Наполовину упавшее дерево подчёркивает горизонтальное деление композиции на земную реальность нижней части и небесное видение в верхней половине полотна. Реалистичное изображение Иакова следует принципам Контрреформации, требовавших простых и понятных обывателю картин.
Данный библейский сюжет был достаточно популярен у живописцев XVII века, но в отличие от других аналогичных работ Рибера стремится предельно очеловечить патриарха, изобразив его безмятежный сон с натуралистичной естественностью. Ангелы же, напротив, едва различимы в струящемся с небес потоке света, словно призрачные грёзы из сновидения. Возможно, из-за данного эффекта, как и использования золотистого цвета, авторство картины ранее приписывали Мурильо.
Работа, вероятно, написана по заказу Рамиро Нуньеса де Гусмана, вице-короля Неаполя. В 1746 году она оказывается в собственности Изабеллы Фарнезе и до 1794 года хранится во дворце Ла-Гранха (именно в этот период автором картины считается Мурильо). Затем в течение 24 лёт картина украшает спальню короля в королевском дворце в Аранхуэсе. В 1818 году картину перемещают в Королевскую академию изящных искусств Сан-Фернандо, а с 1827 года и по сей день картина хранится в музее Прадо.